# Fresse-sur-Moselle
Fresse-sur-Moselle là một xã, nằm ở tỉnh Vosges trong vùng Grand Est của Pháp. Xã này có diện tích 18,41 km², dân số năm 1999 là 2176 người. Xã này nằm ở khu vực có độ cao trung bình 510 m trên mực nước biển.
Dân địa phương tiếng Pháp gọi là Fressiots.

## Biến động dân số
| Năm | 1962 | 1968 | 1975 | 1982 | 1990 | 1999 | 2006 |
| --- | ---- | ---- | ---- | ---- | ---- | ---- | ---- |
| Dân số | 1951 | 2102 | 2446 | 2471 | 2242 | 2176 | 1931 |
| From the year 1962 on: No double counting—residents of multiple communes (e.g. students and military personnel) are counted only once. |      |      |      |      |      |      |      |